# هان جی وان
هان جی وان (کره‌ای: 한지완؛ زادهٔ ۱۴ اوت ۱۹۸۷) بازیگر و مدل اهل کره جنوبی است. او به خاطر ایفای نقش در مجموعه‌های تلویزیونی روگال, سرچ: دبلیودبلیودبلیو و همکاری مغزها شناخته می‌شود.